# Charte africaine des droits et du bien-être de l'enfant
La charte africaine des droits et du bien-être de l’enfant est une convention adoptée par des pays africains dans le cadre de l’Organisation de l'unité africaine (OUA)

## Historique et contexte
La charte africaine des droits et du bien-être de l’enfant a été adoptée lors de la 26e conférence des chefs d'État et de gouvernement de l'Organisation de l'unité africaine en juillet 1990. Elle est entrée en vigueur le 29 novembre 1999, après avoir reçu la ratification de 15 États, conformément à son article 47.
Elle s’inspire de la Convention des Nations unies sur les droits de l’enfant et sur la Déclaration sur les droits et le bien-être de l'enfant africain, adopté par l’OUA en juillet 1979, ainsi que de la Déclaration universelle des droits de l'homme, de la Charte africaine des droits de l'homme et des peuples et de la Charte de l'Organisation de l'Unité Africaine. Si certains de droits déclinés dans cette charte sont identiques à ceux de la Convention des Nations unies sur les droits de l’enfant, la plupart sont interprétés dans le contexte africain.

## Principales dispositions
Le premier chapitre est consacré aux droits et protection de l’enfant
Cette convention s’applique à tout enfant de moins de 18 ans et lui garantit des droits, « sans distinction de race, de groupe ethnique, de couleur, de sexe, de langue, de religion, d'appartenance politique ou autre opinion, d'origine nationale et sociale, de fortune, de naissance ou autre statut, et sans distinction du même ordre pour ses parents ou son tuteur légal » (Article 3). 
La charte africaine des droits et du bien-être de l’enfant garantit à tout enfant le droit imprescriptible ; droit à la vie (article 5), droit à l’éducation (article 11), aux loisirs et à la culture (article 12), à la protection contre l’exploitation et les mauvais traitements (travail des enfants, exploitation sexuelle… articles15, 26, 27, 29), à la santé (article 14).
Elle reconnaît à l’enfant le droit d'expression,  d’association, la liberté de pensée (articles 7 à 9) et à la protection de la vie privée (article 10).
Elle protège les enfants en cas de conflits armés. Elle interdit leur enrôlement dans l’armée (article 22) et les protège s’ils sont réfugiés (article23).
Plusieurs articles sont consacrés aux droits et aux responsabilités de la famille, considérée comme « la cellule de base naturelle de la société » (article 18).
Dans son article 21, cette charte appelle les États à prendre « toutes les mesures appropriées pour abolir les coutumes et les pratiques négatives, culturelles et sociales qui sont au détriment du Bien-être, de la dignité, de la croissance et du développement normal de l'enfant, en particulier  les coutumes et pratiques préjudiciables à la santé, voire à la vie de l'enfant. » Si le terme n’est pas employé, cet article fait référence notamment à l’excision. La charte interdit également le mariage des mineurs de 18 ans.
L’article 31 énonce les « responsabilités de l’enfant envers sa famille, la société, l'État et toute autre communauté reconnue l'également ainsi qu'envers la communauté internationale ». Ceci est une innovation par rapport à la plupart des textes internationaux sur les droits de l'homme en général, et les droits de l'enfant en particulier, où il n'y a que des droits et pas d'obligations (ou alors des obligations implicites). Cet article montre également la particularité de la société africaine où les enfants sont conçus, non pas en tant qu'individu isolé, mais comme appartenant à une communauté. 
Le deuxième chapitre créé un Comité africain d'experts sur les droits et le bien-être de l'enfant auprès de l'Organisation de l'unité africaine et défini sa composition. Son mandat et ses procédures de fonctionnement sont décrits dans le chapitre 3. Dans le quatrième chapitre sont décrits notamment les procédures de ratifications et de modification de cette charte.

## Pays ayant ratifié la Charte africaine des droits et du bien-être de l’enfant
- Pays : date  de ratification (ou de signature)

- Afrique du Sud : 07/01/2000
- Algérie : 08/07/2003
- Angola : 11/04/1992
- Bénin : 17/04/1997
- Botswana : 10/07/2001
- Burkina Faso : 08/06/1992
- Burundi :2 8/06/2004
- Cameroun : 05/09/1997
- République centrafricaine : 04/02/2003 (signature)
- Cap-Vert : 20/07/1993
- Tchad : 30/03/2000
- Côte d'Ivoire : 27/02/2004 (signature)
- Union des Comores : 18/03/2004
- République démocratique du Congo
- République du Congo : 28/02/1992 (signature)
- Djibouti : 28/02/1992 (signature)
- Égypte : 09/05/2001
- Guinée équatoriale : 20/12/2002
- Érythrée : 22/12/1999
- Éthiopie : 02/10/2002
- Gabon : 27/02/1992 (signature)
- Gambie : 14/12/2000
- Ghana : 18/08/1997 (signature)
- Guinée-Bissau : 08/03/2005 (signature)
- Guinée : 27/05/1999
- Kenya  25/07/2000
- Libye : 23/09/2000
- Lesotho : 27/09/1999
- Liberia : 14/05/1992 (signature)
- Madagascar : 27/02/1992
- Mali : 03/06/1998
- Malawi : 16/09/1999
- Mozambique : 15/07/1998
- Mauritanie : Ratification en cours (avril 2005)
- Maurice : 14/02/1992
- Namibie : 23/07/2004
- Nigeria : 23/07/2001
- Niger : 11/12/1999
- Ouganda : 17/08/1994
- Rwanda : 11/05/2001
- République arabe sahraouie démocratique : 23/10/1992 (signature)
- Sénégal : 29/09/1998
- Seychelles : 13/02/1992
- Sierra Leone : 13/05/2002
- Somalie  01/06/1991 (signature)
- Sao Tomé-et-Principe
- Soudan
- Swaziland : 29/06/1992 (signature)
- Tanzanie : 16/03/2003
- Togo : 05/05/1998
- Tunisie : 16/06/1995 (signature)
- Zambie : 28/02/1992 (signature)
- Zimbabwe :   19/01/1995